# Calanthemis thomensis
Calanthemis thomensis es una especie de escarabajo longicornio del género Calanthemis, tribu Clytini, subfamilia Cerambycinae. Fue descrita científicamente por Aurivillius en 1910.

## Descripción
Mide 6,5-10 milímetros de longitud.

## Distribución
Se distribuye por Santo Tomé y Príncipe.